# Yemane Tsegay
Yemane Adhane Tsegay (8 aprile 1985) è un maratoneta etiope.

## Biografia
Inizia la sua carriera internazionale nel 2008 concludendo terzo la maratona di Casablanca con il tempo di 2h13'29". Vince la sua prima gara sui 42,195 km a Macao nel dicembre dello stesso anno.
Tsegay apre il 2009 con un secondo posto alla maratona di Marrakech in gennaio e in aprile ottiene un importante progresso cronometrico alla maratona di Parigi: pur giungendo solo quarto migliora di molto il primato personale, portandolo a 2h06'30".
Viene convocato in nazionale e partecipa ai Mondiali di Berlino, dove corre la maratona in 2h08'42", piazzandosi a soli 7 secondi dalla medaglia di bronzo Tsegay Kebede. Due mesi dopo corre per la terza volta consecutiva sotto le 2 ore e 9 minuti, battendo il record della corsa alla maratona di Gyeongju.
Nel 2010 vince la maratona del lago Biwa, battendo Tomoyuki Sato ed Hendrick Ramaala sulla linea del traguardo. Si piazza poi terzo alla mezza maratona di Praga con 1h01'37" nonostante le avverse condizioni meteorologiche. A maggio partecipa come favorito alla maratona di Praga ma giunge secondo in 2h07'11", battuto a sorpresa da Eliud Kiptanui. In settembre corre la maratona di Berlino, piazzandosi quarto in 2h07'52" sotto la pioggia.

## Palmarès
| Anno | Manifestazione | Sede    | Evento   | Risultato | Prestazione | Note                                     |
| ---- | -------------- | ------- | -------- | --------- | ----------- | ---------------------------------------- |
| 2009 | Mondiali       | Berlino | Maratona | 4º        | 2h08'42"    |                                          |
| 2013 | Mondiali       | Mosca   | Maratona | 8º        | 2h11'43"    | Miglior prestazione personale stagionale |
| 2015 | Mondiali       | Pechino | Maratona | Argento   | 2h13'08"    | Miglior prestazione personale stagionale |
| 2017 | Mondiali       | Londra  | Maratona | dnf       | dnf         |                                          |

## Altre competizioni internazionali
2008
- Bronzo alla Maratona di Casablanca ( Casablanca) - 2h13'29"
- Oro alla Macau Marathon ( Macao) - 2h15'06"

2009
- 4º alla Maratona di Parigi ( Parigi) - 2h06'30"
- Oro alla Gyeongju International Marathon ( Gyeongju) - 2h08'52"
- Argento alla Marrakech Marathon ( Marrakech)

2010
- 4º alla Maratona di Berlino ( Berlino) - 2h07'52"
- Oro alla Maratona del lago Biwa ( Ōtsu) - 2h09'34"
- Argento alla Maratona di Praga ( Praga) - 2h07'11"
- Bronzo alla Mezza maratona di Praga ( Praga) - 1h01'37"
- 13º alla Mezza maratona di Abu Dhabi ( Abu Dhabi) - 1h01'50"

2011
- 9º alla Maratona di Tokyo ( Tokyo) - 2h11'49"
- Bronzo alla Maratona di Seul ( Seul) - 2h10'47"
- Oro alla Taipei Marathon ( Taipei) - 2h10'24"
- 8º alla Route du Vin Half Marathon ( Remich) - 1h05'51"

2012
- Oro alla Maratona di Rotterdam ( Rotterdam) - 2h04'48"
- 6º alla Mezza maratona di Delhi ( Nuova Delhi) - 1h02'47"
- 7º alla Mezza maratona di Bogotá ( Bogotà) - 1h06'00"

2013
- Oro alla Maratona di Eindhoven ( Eindhoven) - 2h09'11"
- Argento alla Taipei Marathon ( Taipei) - 2h14'17"

2014
- Oro alla Maratona di Ottawa ( Ottawa) - 2h06'54"
- Oro alla Maratona di Daegu ( Taegu) - 2h06'51"
- 5º alla Maratona di Honolulu ( Honolulu) - 2h17'54"
- 6º alla Mezza maratona di Marugame ( Marugame) - 1h02'29"

2015
- Argento alla Maratona di Boston ( Boston) - 2h09'48"
- 5º alla Maratona di New York ( New York) - 2h13'24"

2016
- Bronzo alla Maratona di Boston ( Boston) - 2h14'02"
- Oro alla Maratona di Fukuoka ( Fukuoka) - 2h08'48"
- 31º alla Mezza maratona di Marugame ( Marugame) - 1h02'53"

2017
- 12º alla Maratona di Boston ( Boston) - 2h16'47"
- 26º alla Maratona di Fukuoka ( Fukuoka) - 2h18'05"

2018
- Oro alla Maratona di Ottawa ( Ottawa) - 2h08'52"
- Argento alla Maratona di Fukuoka ( Fukuoka) - 2h08'54"
- 9º alla Mezza maratona di Boston ( Boston) - 1h07'04"

2019
- 8º alla Great Scottish Half Marathon ( Glasgow) - 1h05'55"